# Greenwich Village

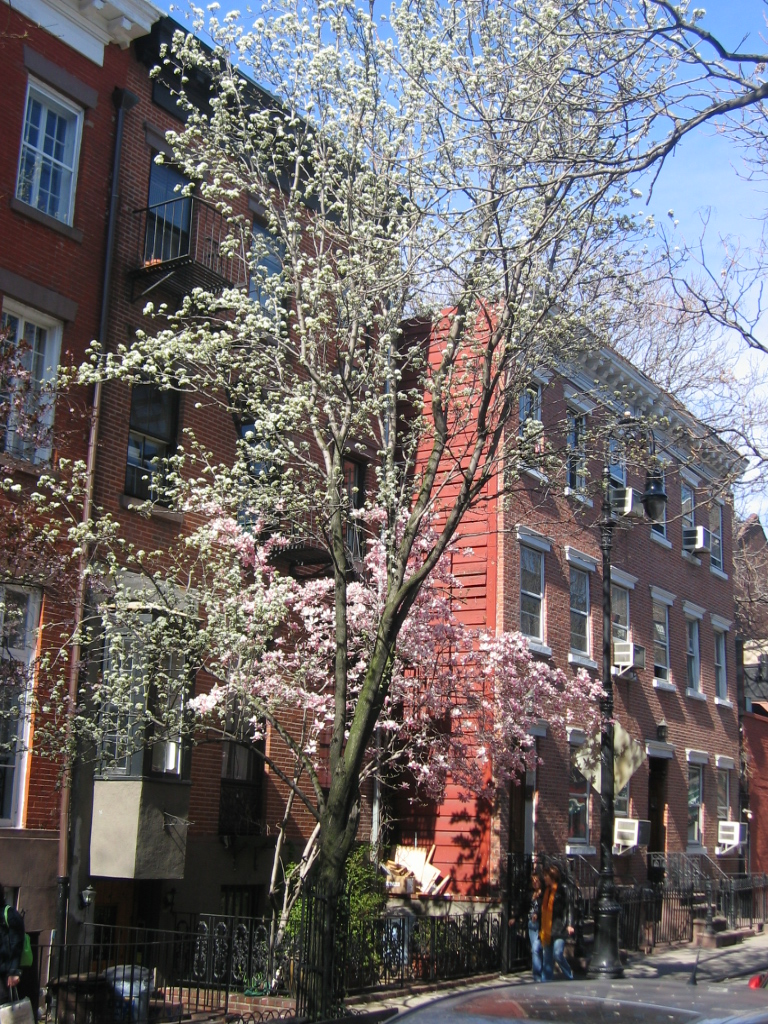
Greenwich Village.

Greenwich Village är en stadsdel som i huvudsak består av bostäder på sydvästra Manhattan i New York. Området saknar fasta gränser men gränsar ungefär till Broadway i öster, Houston Street i söder och 14th Street i norr. Angränsande stadsdelar är East Village i öster, SoHo i söder och Chelsea i norr. Stadsdelens gatunät är till stora delar inte utformade i rektangulära nät som de flesta områdena på Manhattan.
I området ligger Washington Square Park med New York University runt om parken.

## Historia
Som namnet antyder var stadsdelen ursprungligen en egen by, grundad på 1630-talet av holländare under namnet Noortwyck. När engelsmännen senare erövrade området, fick det sitt nuvarande namn 1712. 1822 drabbades New York av gula febern och många invånare flydde till Greenwich Village som ansågs hälsosammare. När epidemin var slut stannade många kvar.
I stadsdelen finns New Yorks mest kända gaydistrikt med bl.a. gatan Christopher Street. År 1969 gjorde homosexuella uppror mot New Yorks polis vid baren Stonewall Inn på Christopher Street, under Stonewallupproret. I Christopher Park finns Gay Liberation Monument med statyer av homosexuella par.
Greenwich Village är känt för sin bohemiska kultur.